# Rhynchagrotis binominalis
Rhynchagrotis binominalis là một loài bướm đêm trong họ Noctuidae.